# Vitali Khotsenko
Vitali Pavlovitch Khotsenko (en russe : Виталий Павлович Хоценко, en ukrainien : Віталій Павлович Хоценко), né le 16 mars 1986 à Dniepropetrovsk, est un homme politique russe, président du gouvernement de la république populaire de Donetsk du 8 juin 2022 au 29 mars 2023.
Depuis juillet 2022, il fait l'objet de sanctions internationales.

## Biographie

### Formation
Vitali Khotsenko est diplômé de la Faculté de sociologie de l'Université d'État de Moscou, qu'il fréquente en même temps que Maria Pevtchikh, la responsable du département d'enquête de la Fondation anti-corruption, de l'Institut de marketing de Singapour et de l'Institut spécialisé de jurisprudence,.
Il est diplômé de l'académie russe de l'économie nationale avec une maîtrise en réglementation étatique de l'économie et des études de troisième cycle à l'Université d'État de Moscou.

### Carrière politique
Au début de sa carrière politique, Vitali Khotsenko travaille comme assistant d'un membre de la Chambre publique de la fédération de Russie. Selon les médias régionaux, sa promotion rapide est officieusement liée aux relations de son père, qui dirige le département de lutte contre la criminalité dans l'Okroug autonome de Iamalo-Nenets.
De 2008 à 2010, il travaille comme chef du département d'analyse et de prévision de l'OGTRK « Iamal-Region ».
À partir de mars 2010, il travaille au sein des autorités d'État de l'Okroug autonome de Iamalo-Nenets. Vitali Khotsenko est le directeur du département des sciences et de l'innovation, assistant, conseiller expert du premier vice-gouverneur de l'Okroug autonome, supervisant l'industrie, le carburant, l'énergie et les ressources naturelles.
Le 16 décembre 2013, Khotsenko est nommé ministre de l'Énergie, de l'Industrie et des Communications du kraï de Stavropol.
Il fait partie de la quatrième promotion de « l'École des gouverneurs », finaliste du concours « Dirigeants de Russie » en 2018-2019.
Le 12 septembre 2019, il prend le poste de directeur du département de la politique industrielle et de la gestion de projets du ministère de l'Industrie et du Commerce de la fédération de Russie,,.
Le 8 juin 2022, le Conseil populaire de la république populaire de Donetsk (RPD) soutient la candidature de Vitali Khotsenko au poste de président du gouvernement de la RPD. Le même jour, il est nommé à ce poste par décret de Denis Pouchiline,.
Le 22 décembre 2022, lors de la soirée d'anniversaire de Dmitri Rogozine, il est blessé dans un restaurant de Donetsk, touché par des obus tirés par l'armée ukrainienne.
Le 29 mars 2023, il est nommé par le président Vladimir Poutine comme gouverneur par intérim de l'oblast d'Omsk.